# Ngampungan
Ngampungan is een bestuurslaag in het regentschap Jombang van de provincie Oost-Java, Indonesië. Ngampungan telt 3430 inwoners (volkstelling 2010).